# PGC 67733
LEDA/PGC 67733 ist eine Spiralgalaxie vom Hubble-Typ Sdm im Sternbild Pegasus am Nordsternhimmel. Sie ist schätzungsweise 149 Millionen Lichtjahre von der Milchstraße entfernt und hat einen Durchmesser von etwa 95.000 Lichtjahren. Vom Sonnensystem aus entfernt sich das Objekt mit einer errechneten Radialgeschwindigkeit von näherungsweise 3.100 Kilometern pro Sekunde.